# Harjula
Harjula es una zona residencial de unos 2.000 habitantes en la parte sur de Klaukkala, en el municipio de Nurmijärvi, en el sur finlandés. Se ubica junto al río Lepsämä y la carretera que lleva a Lahnus. En la zona hay amplias casas unifamiliares, casas adosadas, pequeños apartamentos y algunos servicios privados. Harjula tiene una escuela primaria para unos 250 alumnos de los grados 1.º a 6.º, y un jardín de infantes al lado del colegio. En las inmediaciones de Harjula, en dirección a Klaukkala central, se encuentra la zona residencial denominada Syrjälä. En Harjula funciona la asociación de vecinos Harjula-Seura, fundada en 1976.
En la parte sur de la zona de Harjula, cerca de la frontera con Espoo, Circulation Oy está proyectando un área de 44 acres para una bioterminal y una estación de manipulación y transferencia de materiales de servicios públicos. El proyecto de construcción ha provocado la resistencia de los residentes locales, que han expresado su preocupación por los efectos del aumento del tráfico pesado, el polvo y los posibles daños a la naturaleza y la carga sobre el río Lepsämä. Al mismo tiempo, los residentes también están preocupados por la disminución del valor de las propiedades.